# Zuglängenzähler
Ein Zuglängenzähler (auch Zuglängenindikator, Zuglängenwegzähler, Zuglängenmesser) ist ein Hilfssystem einiger Lokomotiven, um dem Triebfahrzeugführer den Punkt anzuzeigen, an dem der Zugschluss seines Zuges an der Stelle vorbeigefahren ist, an dem der Triebfahrzeugführer den Zuglängenzähler betätigte.

## Bedienung
Das System greift dabei auf den Einstellwert ZL (Zuglänge) der Zugdaten für Zugbeeinflussung zurück und misst die zurückgelegte Wegstrecke. Der Triebfahrzeugführer aktiviert den Zuglängenzähler durch doppeltes Drücken des Knaufs des Zugkraftstellers und wird akustisch über die vollständige Vorbeifahrt sowie teilweise optisch über den zurückgelegten Weg informiert. Das akustische Signal ist bei einigen Baureihen ein Doppelton und ähnlich zum Klang „meep meep“ der Zeichentrickfigur Road Runner und wird daher umgangssprachlich auch Roadrunner genannt.
Durch den Zuglängenzähler können genauer als durch die Hektometertafeln unter anderem die Stellen ermittelt werden, an denen nach dem Ende einer Langsamfahrstelle oder eines anschließenden Weichenbereichs wieder beschleunigt werden darf.

## Einsatz
Zuglängenzähler sind unter anderem bei folgenden Baureihen verfügbar:
- Bombardier Traxx[3]
- Siemens ES64 EuroSprinter[1][4]
- Siemens Vectron
- Class 66
- ICE 3 BR 403/406 (zum Teil)
- ICE 4 BR 412